# Gens Numícia
La gens Numícia (llatí: Numicia gens) va ser una antiga gens romana d'origen patrici.
D'aquesta gens, el primer que va obtenir el consolat va ser Tit Numici Prisc l'any 469 aC. Prisc és l'únic cognom que consta en la família durant la república. Es coneix el nom d'una gens, la Gens Numísia, que probablement és la mateixa gens Numícia amb una altra grafia. Durant la república no apareix la forma Numísia però sota l'imperi es coneixen persones amb aquest nom i els cognoms Llop i Rufus.